# L'Heptade
Albums de Harmonium
Si on avait besoin d'une cinquième saison
(1975) Harmonium en tournée
(1980)
L'Heptade est un album du groupe québécois Harmonium, paru le 15 novembre 1976. Ce double album de rock progressif est le troisième et dernier disque enregistré par le groupe en studio. Harmonium en tournée, une version live de cet album, suivra en 1980.

## Historique

### Contexte et élaboration
Le trio qu'était Harmonium en 1974, à l'époque de l'enregistrement de son premier album , se constituait de Serge Fiori, Michel Normandeau et Louis Valois. Un an plus tard, le trio devenu quintette enregistre Si on avait besoin d'une cinquième saison, joints par Pierre Daigneault et Serge Locat. En 1976, la formation s'élargit encore pour regrouper sept musiciens. Daigneault est remplacé par le français Libert Subirana et la formation accueille deux anciens membres du groupe progressif Contraction, le batteur Denis Farmer, le « géant de Gatineau », ainsi que Robert Stanley à la guitare électrique,. Le disque est aussi conçu autour du chiffre sept : sept musiciens, sept chansons et le mot-valise inédit formé du préfixe hept- et de Iliade. Serge Fiori et Michel Normandeau font des recherches sur ce nombre et remarquent qu'il figure dans maintes religions ; les sept portes du ciel, les sept chakras, les sept niveaux des Rose-Croix, etc. De ceci, Fiori décrit les sept niveaux de conscience de la vie d'un personnage, de la folie à la sagesse. Le compositeur et chef d'orchestre Neil Chotem est recruté pour écrire et faire les arrangements de pièces de musique classique tout au long du disque.

### Enregistrement
Au début de l'enregistrement du disque, on considère que Normandeau peine à suivre la virtuosité de l'ensemble. On lui offre de continuer à faire partie d'Harmonium en tant qu'organisateur et pour l'écriture mais, déçu, il quitte le groupe. 
Monique Fauteux est recrutée pour chanter les chœurs et, plus particulièrement, la voix principale pour la pièce Le Corridor. En tournée, elle joue du piano électrique et s'occupe des chœurs. Pierre Bertrand, Richard Séguin et Estelle Ste-Croix, sont aussi invités à prêter leurs voix tout au long du disque. Cette dernière chante, en duo avec Fiori, les improvisations de voix sur la chanson Comme un sage.
Ce disque est enregistré principalement dans la maison de ferme de Serge Fiori du rang Saint-Ours à Saint-Césaire pendant l'été 1976 avec le camion d'enregistrement de la Fedco, compagnie basée à Providence au Rhode Island, habituellement utilisé pour enregistrer l'émission américaine Saturday Night Live qui est en pause estivale. De plus, quelques séances ont eu lieu aux studios Tempo pour enregistrer des percussions et à Son-Québec pour les chœurs. Les enregistrements de l'Orchestre Symphonique de Montréal ont été effectués dans la salle Claude-Champagne de l'école de musique Vincent-d'Indy, toujours à Montréal, du 15 au 17 octobre, sous la direction de Neil Chotem avec le studio mobile Filtroson. Le mixage se fait dans le studio Sounds Intercharge à Toronto par Michel Lachance et H. Perrot, du 20 au 30 octobre 1976 sans la présence du groupe qui a dû partir rapidement en tournée.

### Parution et tournée promotionnelle
Le disque est publié le 15 novembre 1976, la journée même où le Parti québécois prend le pouvoir pour la première fois, mais le groupe est sur scène à Caraquet au Nouveau-Brunswick,,. Il n'y a donc pas de lancement officiel.
Jusqu'au début de 1977, une tournée « hybride » est présentée, avec les chansons des deux premiers disques jouées au début et les nouvelles pièces de L'Heptade après celles-ci. La « vraie » tournée s'ensuit et roule pour plus de deux ans dont dix soirs au Théâtre Outremont. Le 4 mars, le jour du 25e anniversaire de naissance de Fiori, la prestation y est filmée en vidéo par des étudiants en cinéma du Collège de Maisonneuve. Quarante ans plus tard, ces images seront montées et augmentées d'effets visuels par la firme 4U2C de Montréal et publiées sous le nom Viens voir le paysage. À London, en Ontario, le promoteur a vendu trop de billets et le groupe est contraint de présenter le spectacle deux fois, la première prestation à 19h et la seconde à 21h30. Le groupe est invité à faire la première partie des spectacles des villes francophones de la tournée européenne du groupe britannique Supertramp. Serge Locat décide de quitter à la suite de la tournée européenne mais accepte de rejoindre le groupe pour une autre prestation à Vancouver qui sera enregistrée en 1977 par la société Radio-Canada pour être commercialisée en 1980 sur un album double intitulé Harmonium en tournée. Une seule prise suffit et le son est « en boîte ».

## Réception
L'Heptade, qui a coûté 90 000 $ à produire en 1976, a été un franc succès. En à peine deux mois, on en écoule 50 000 copies pour se mériter la certification de disque d'or et, neuf mois plus tard, la certification platine suit avec 100 000 copies vendues. Avant la réédition de 2016, toutes configurations confondues, l'album dépasse les 300 000 copies vendues. L'album a atteint la première position du palmarès québécois le 8 janvier 1977 et est resté dans les charts pour 19 semaines .
En 2007, le journaliste Bob Mersereau place L'Heptade à la 49e position dans son livre The Top 100 Canadian Albums (en) tandis que la CBC le place au 23e rang dans sa liste des cent meilleurs albums canadiens.
En 2011, le journaliste Mathieu Charlebois ajoute L'Heptade à la liste des 35 disques québécois incontournables des 35 dernières années (entre 1976 et 2011).
En 2017, l'album remporte le prix du choix du public du Prix de musique Polaris pour les albums publiés dans les années 1976-1985.

## Réédition
Le 24 juin 2016, un site web fut lancé annonçant la sortie, le 18 novembre suivant, d'une nouvelle remastérisation renommée L'Heptade XL. La version CD de l'album original a été produite en 1990 à partir d'un disque vinyle car les bandes maîtresses avaient été depuis longtemps perdues lorsqu'une inondation, croyait-on, endommagea la voûte de la maison de disques CBS,,. Par contre, lors du déménagement de ses bureaux en 2015, la compagnie de disques retrouve les bandes maîtresses, oubliées dans un classeur. Fiori, qui a entre les mains la captation vidéo du concert à l'Outremont, contacte Sony pour en produire un DVD pour souligner le 40e anniversaire de l'album. C'est à ce moment qu'on lui apprend que les bandes maîtresses ont été retrouvées et la compagnie lui soumet l'idée d'un remixage. Les bandes sont transférées numériquement au studio Battery Sound à New York, remixées au Studio Post-M de Louis Valois par celui-ci et Serge Fiori et remastérisé par Ryan Morey. Entre autres modifications au mixage original, les guitares, la basse et les voix sont remises à l'avant plan et de nouveaux duos de Fiori et Fauteux sont enregistrés sur une partie des chansons L'Appel, Lumière de vie et Le corridor en plus d'une ligne de basse par Valois sur cette dernière, tels qu'ils le faisaient sur scène. Sur la chanson Comme un fou, à 4:20, les arrangements rock sont remplacés par un court silence suivi de la guitare acoustique de Fiori qui sera accompagné pour une trentaine de secondes d'une partition plus légère. Sur la finale, le piano de Locat est placé bien en évidence. La pochette avec ses nuages, originellement conçue par Michel Normandeau et le photographe Robert Lussier,, passe du rouge au bleu. On rajoute au titre le chiffre « 40 » en numération romaine.
Single de Harmonium
Dixie / En pleine face De la chambre au salon
Une chanson inédite, un duo avec Serge Fiori et Monique Fauteux intitulé C'est dans le noir, enregistrée sur une cassette audio au Centre national des Arts à Ottawa en 1977 et qui servait d'introduction au spectacle lors de la tournée, a été nettoyée de ses nombreux bruits de fond par Jean-Pierre Bissonnette du studio Place Royale. Un arrangement supplémentaire de synthétiseurs est créé par Serge Locat et cette remastérisation est mise en ligne le 16 octobre 2016. Elle se classe en première position du palmarès de l'Adisq et à la 29e position des Canadian iTunes Charts. 
La vidéo Viens voir le paysage, réalisée par David Baril, Daniel Faubert et Marcella Grimaux, est un montage de la prestation du concert au Théâtre Outremont et est publiée en DVD simultanément à l'album. La qualité des images est très sommaire dû au fait qu'elles ont été tournées par des étudiants avec un équipement non adapté et que les bandes vidéo n'ont pas été entreposées de façon appropriée. On y a ajouté des effets visuels pour tenter de rendre la captation présentable. La vidéo, avec la bande son mixée en 5.1, débute avec le Prologue de Chotem entendu sur le disque et se termine avec la célébration sur scène de l'anniversaire de Fiori suivi de la prestation de la chanson Dixie. C'est dans le noir, la chanson inédite, s'y retrouve en bonus sous forme de fichier DVD-Audio.  
À noter que la bande audio accompagnant la vidéo (mis à part quelques minutes en fin de concert) est en fait identique à celle de l'album Harmonium en tournée, donc ne correspondant pas aux images captées. L'enregistrement audio du concert au Théâtre Outremont n'est malheureusement pas disponible sur le DVD.   
La réédition est disponible en plusieurs configurations :
- L'Heptade XL : Le CD double ou téléchargement.
- Viens voir le paysage : Le DVD du spectacle à l'Outremont.
- L'Édition 40e anniversaire : Le CD double accompagné du DVD.
- L'Heptade XL: L'album double en vinyle, 180 grammes, disponible soit noir opaque ou bleu translucide.
- L'Édition 40e anniversaire super deluxe, incluant le CD double et le DVD, la version vinyle bleu et un livret de 40 pages[41].

Cette réédition et son lancement, le 15 novembre 2016 à la salle Métropolis à Montréal, reçoivent une grande attention médiatique partout au Québec et dans le milieu musical canadien. Après une semaine, le disque atteint la dixième position du Top-100 canadien iTunes et le disque physique connait de très bonnes ventes pour atteindre la première position des albums francophones au Québec. En un mois, plus de 40 000 copies de la réédition ont été vendues ce qui fait que, depuis 1976, le disque atteint une certification quadruple platine en atteignant 400 000 exemplaires.

## Liste des chansons: Version originale
La configuration des pistes est présentée telle qu'elle était sur l'album double original et la numérotation fait référence à la réédition CD.

### Disque 1
| 1. | Prologue (instrumental)                                           | Neil Chotem                                 | 4:20 |
| 2. | Comme un fou                                                      | Serge Fiori, Michel Normandeau              | 7:52 |
| 3. | Sommeil sans rêves (instrumental)                                 | Neil Chotem                                 | 1:23 |
| 4. | Chanson noire i- Le bien, le mal / ii- Pour une blanche cérémonie | Serge Fiori, Michel Normandeau, Serge Locat | 8:10 |

| 5. | L'appel / Le premier ciel    | Neil Chotem / Serge Fiori, Michel Normandeau | 11:20 |
| 6. | Sur une corde raide / L'exil | Neil Chotem / Serge Fiori                    | 12:56 |

### Disque 2
| 1. | Le corridor / Les premières lumières                                                         | Serge Fiori, Michel Normandeau / Neil Chotem                                                                    | 8:13  |
| 2. | Lumières de vie i- Lumière de nuit / ii- Éclipse / iii- Lumière de jour / iv- Lumière de vie | i-Serge Fiori, Michel Normandeau / ii-Neil Chotem / iii-Serge Locat / iv-Serge Fiori, Louis Valois, Serge Locat | 14:12 |

| 3. | Prélude d'amour / Comme un sage | Neil Chotem / Serge Fiori | 14:04 |
| 4. | Épilogue (instrumental)         | Neil Chotem               | 2:50  |

## Liste des chansons:L'Heptade XL
La configuration des pistes est présentée telle qu'elle est sur l'album double vinyle et la numérotation fait référence à la réédition CD. L'astérisque dénote des variations dans les titres avec la version originale.

### Disque 1
| 1. | Prologue (instrumental)                                           | Neil Chotem                                 | 4:27 |
| 2. | Comme un fou                                                      | Serge Fiori, Michel Normandeau              | 7:46 |
| 3. | Sommeil sans rêves (instrumental)                                 | Neil Chotem                                 | 1:23 |
| 4. | Chanson noire i- Le bien, le mal / ii- Pour une blanche cérémonie | Serge Fiori, Michel Normandeau, Serge Locat | 8:07 |

| 5. | Le premier ciel i- L'appel / ii- Le premier ciel / iii- Sur une corde raide* | i- Neil Chotem / ii- Serge Fiori, Michel Normandeau / iii- Neil Chotem | 11:24 |
| 6. | L'exil                                                                       | Serge Fiori                                                            | 12:56 |

### Disque 2
| 1. | Le corridor i- Le corridor / ii- Les premières lumières*                                     | Serge Fiori, Michel Normandeau / Neil Chotem                                                                    | 7:45  |
| 2. | Lumières de vie i- Lumière de nuit / ii- Éclipse / iii- Lumière de jour / iv- Lumière de vie | i-Serge Fiori, Michel Normandeau / ii-Neil Chotem / iii-Serge Locat / iv-Serge Fiori, Louis Valois, Serge Locat | 14:11 |

| 3. | Comme un sage i- Prélude d'amour / ii- Comme un sage* | Neil Chotem / Serge Fiori | 13:54 |
| 4. | Épilogue (instrumental)                               | Neil Chotem               | 2:48  |

## Interprètes
Harmonium
- Serge Fiori : Guitares acoustiques et électriques, chant.
- Robert Stanley : Guitares acoustiques et électriques.
- Louis Valois : Basse.
- Monique Fauteux : Chœurs, chant sur Le corridor.
- Serge Locat : Claviers, piano, orgue, mellotron, synthétiseur Minimoog.
- Libert Subirana : Flûtes, saxophone, clarinette.
- Denis Farmer : Batterie, percussions.

Musiciens additionnels
- Neil Chotem : Célesta, piano, synthétiseur.
- Anthony Chotem : Guitare classique.
- Michel Normandeau : Guitare acoustique sur Le premier ciel.
- Calvin Sieb : 1er Violon.
- Jack Cantor : 1er Violoncelle.
- Jeanne Baxtresser : Flûte.
- Peter Bowman : Hautbois.
- Dorothy E. Masella : Harpe.
- Louis Charbonneau : Percussions.
- Michel Lachance : Tambourin.
- Estelle Ste-Croix, Pierre Bertrand, Richard Séguin : Chœurs

## Versions symphoniques
Le 23 juin 2008 à Laval, les 480 musiciens et chanteurs de la troupe Mondial Choral, dirigée par Gregory Charles, ont interprété l'intégrale de L'Heptade.
Le 1er mars 2018 au Grand Théâtre de Québec et le lendemain au Centre Bell de Montréal, un extrait de L'Heptade a été présenté dans un « concert amplifié » par l'Orchestre symphonique de Québec. Les instruments des 64 musiciens de l'orchestre ont été amplifiés et des effets scéniques habituellement vu lors de spectacles rock a accompagné le tout. Entre autres, on a pu entendre des extraits du premier mouvement de la Symphonie nº 5 de Beethoven, le Roméo et Juliette de Prokofiev, La chevauchée des Walkyries de Richard Wagner et la finale de l'Ouverture 1812 de Tchaïkovsky. Ce spectacle, produit par Daniel Gélinas, a aussi mis en vedette la soprano Nathalie Choquette.
Toutes les chansons de cet album, comme toutes celles des deux autres, ont été par adaptées en œuvre symphonique par le chef d’orchestre, Simon Leclerc et sortie le 3 décembre 2020. L'enregistrement d'Histoires sans paroles : Harmonium symphonique est effectué par les 68 musiciens de Orchestre symphonique de Montréal, le Chœur des Jeunes de Laval et les solistes invités Luce Dufault et Kim Richardson

## Seul ensemble
En 2019, le prologue, Comme un fou, Chanson noire, Le corridor,  L'exil, Comme un sage et l'épilogue sont retravaillées par Serge Fiori, Louis-Jean Cormier et Alex McMahon pour la bande-son du spectacle du cirque Éloize et publiées dans un album intitulé Seul ensemble.